# HNLMS K II
Pour les autres navires du même nom, voir HNLMS K 2.
Le HNLMS K II ou Zr.Ms. K II est un sous-marin, seul navire de la classe K II qui porte le nom de ce navire, et mis en service dans la Koninklijke Marine (Marine royale néerlandaise).

## Histoire
Le K II a été commandé par le ministère néerlandais des Colonies en 1915  pour servir de patrouilleur aux colonies néerlandaises.
La quille du sous-marin a été posé à Rotterdam au chantier naval de Fijenoord le 20 novembre 1915. Le lancement a eu lieu le 27 février 1919. Le 28 mars 1922, le K II est mis en service dans la marine néerlandaise.
Le 18 septembre 1923, le K II, le K VII, le K VIII et le tender (ravitailleur) de sous-marin Pelikaan commencent leur voyage vers les Indes néerlandaises, théâtre d'opérations des navires. À bord du K II se trouve le professeur Felix Andries Vening Meinesz qui effectue des mesures de gravité. Il a quitté le navire à Colombo. Les navires ont été retardés lorsque le Pelikaan s'est échoué à Tunis.
Le 11 décembre 1923, les navires sont arrivés à Sabang où ils sont restés jusqu'au 7 décembre. Le 7 décembre, ils mirent le cap sur Tanjung Priok où ils arrivèrent le 24 décembre 1923.
Le bateau a été désarmé en août 1937.